# Élections législatives de 1997 en Lozère
Les élections législatives françaises de 1997 se déroulent les 25 mai et 1er juin 1997. Dans le département de la Lozère, deux députés sont à élire dans le cadre de deux circonscriptions.

## Élus
| Circonscription | Député sortant      | Parti | Parti     | Député élu ou réélu | Parti | Parti    |
| --------------- | ------------------- | ----- | --------- | ------------------- | ----- | -------- |
| 1re             | Jean-Jacques Delmas |       | UDF (Rad) | Jean-Claude Chazal  |       | PS       |
| 2e              | Jacques Blanc       |       | UDF (PR)  | Jacques Blanc       |       | UDF (PR) |

## Résultats

### Résultats à l'échelle du département
| Parti          | Parti                              | Premier tour | Premier tour | Second tour | Second tour | Sièges |
| Parti          | Parti                              | Voix         | %            | Voix        | %           | Sièges |
| -------------- | ---------------------------------- | ------------ | ------------ | ----------- | ----------- | ------ |
|                | Union pour la démocratie française | 19 423       | 48,18        | 10 887      | 48,25       | 1      |
|                | La Droite indépendante             | 1 345        | 3,34         |             |             | 0      |
|                | Divers droite                      | 362          | 0,90         | 0           |             |        |
|                | Droite parlementaire               | 21 130       | 52,42        | 10 887      | 48,25       | 1      |
|                |                                    |              |              |             |             |        |
|                | Parti socialiste                   | 10 008       | 24,83        | 11 676      | 51,75       | 1      |
|                | Parti communiste français          | 3 599        | 8,93         |             |             | 0      |
|                | Les Verts                          | 1 443        | 3,58         | 0           |             |        |
|                | Gauche plurielle                   | 15 050       | 37,33        | 11 676      | 51,75       | 1      |
|                |                                    |              |              |             |             |        |
|                | Front national                     | 3 327        | 8,25         |             |             | 0      |
|                | Divers écologiste dont GÉ          | 804          | 1,99         | 0           |             |        |
|                |                                    |              |              |             |             |        |
| Inscrits       | Inscrits                           | 56 917       | 100,00       | 30 305      | 100,00      | 2      |
| Abstentions    | Abstentions                        | 14 442       | 25,37        | 6 695       | 22,09       |        |
| Votants        | Votants                            | 42 475       | 74,63        | 23 610      | 77,91       |        |
| Blancs et nuls | Blancs et nuls                     | 2 164        | 5,09         | 1 047       | 4,43        |        |
| Exprimés       | Exprimés                           | 40 311       | 94,91        | 22 563      | 95,57       |        |

### Résultats par circonscription

#### Première circonscription (Mende)
| Candidat       | Candidat                    | Parti          | Premier tour | Premier tour | Second tour | Second tour |  |
| Candidat       | Candidat                    | Parti          | Voix         | %            | Voix        | %           |  |
| -------------- | --------------------------- | -------------- | ------------ | ------------ | ----------- | ----------- |  |
|                | Jean-Jacques Delmas sortant | UDF (Rad)      | 8 247        | 39,75        | 10 887      | 48,25       |  |
|                | Jean-Claude Chazal élu      | PS             | 6 633        | 31,97        | 11 676      | 51,75       |  |
|                | Pierre Hugon                | PCF            | 1 890        | 9,11         |             |             |  |
|                | Gérard Codderrens           | FN             | 1 659        | 8            |             |             |  |
|                | Philippe Dampérat           | Les Verts      | 1 443        | 6,96         |             |             |  |
|                | Franck Favier               | LDI (MPF)      | 512          | 2,47         |             |             |  |
|                | Daniel Blanc                | Divers droite  | 362          | 1,74         |             |             |  |
|                |                             |                |              |              |             |             |  |
| Inscrits       | Inscrits                    | Inscrits       | 30 324       | 100,00       | 30 305      | 100,00      |  |
| Abstentions    | Abstentions                 | Abstentions    | 8 342        | 27,51        | 6 695       | 22,09       |  |
| Votants        | Votants                     | Votants        | 21 982       | 72,49        | 23 610      | 77,91       |  |
| Blancs et nuls | Blancs et nuls              | Blancs et nuls | 1 236        | 5,62         | 1 047       | 4,43        |  |
| Exprimés       | Exprimés                    | Exprimés       | 20 746       | 94,38        | 22 563      | 95,57       |  |

#### Deuxième circonscription (Marvejols)
|                | Jacques Blanc sortant réélu | UDF (PR)       | 11 176 | 57,12  |  |  |  |
|                | Alain Bertrand              | PS             | 3 375  | 17,25  |  |  |  |
|                | Guy Galvier                 | PCF            | 1 709  | 8,73   |  |  |  |
|                | Alain Mathiot               | FN             | 1 668  | 8,53   |  |  |  |
|                | Christian de Jurquet        | LDI (MPF)      | 833    | 4,26   |  |  |  |
|                | Gérard Breton               | GÉ             | 804    | 4,11   |  |  |  |
|                |                             |                |        |        |  |  |  |
| Inscrits       | Inscrits                    | Inscrits       | 26 593 | 100,00 |  |  |  |
| Abstentions    | Abstentions                 | Abstentions    | 6 100  | 22,94  |  |  |  |
| Votants        | Votants                     | Votants        | 20 493 | 77,06  |  |  |  |
| Blancs et nuls | Blancs et nuls              | Blancs et nuls | 928    | 4,53   |  |  |  |
| Exprimés       | Exprimés                    | Exprimés       | 19 565 | 95,47  |  |  |  |